# Stary cmentarz żydowski w Sejnach
Stary cmentarz żydowski w Sejnach – został założony przypuszczalnie w XVIII wieku i zajmuje powierzchnię 0,61 ha, na której nie zachowały się żadne nagrobki. Znajduje się przy ul. Zawadzkiego.